# Halterofilismo nos Jogos Olímpicos de Verão de 1936
O halterofilismo nos Jogos Olímpicos de Verão de 1936 foi realizado entre 2 e 5 de agosto, em Berlim, na Alemanha, com cinco eventos disputados, todos masculinos. Um total de 80 atletas de 15 nações participou. As competições foram realizadas no Deutschlandhalle.
A partir de 1928 três provas passaram a compor as competições no halterofilismo: o desenvolvimento (também conhecido como desenvolvimento militar ou prensa militar), o arranco e o arremesso. Para a classificação final, ou distribuição de medalhas, considerou-se a soma total dos melhores desempenhos alcançados nas três provas individuais.

## Eventos do halterofilismo
Masculino: até 60 kg | até 67,5 kg | até 75 kg | até 82,5 kg | acima de 82,5 kg

## Pena (–60 kg)
| Pos. | Atleta           | Nação                | Desenvolvimento | Arranco | Arremesso | Total    |
| ---- | ---------------- | -------------------- | --------------- | ------- | --------- | -------- |
|      | Anthony Terlazzo | Estados Unidos (USA) | 92,5 kg         | 97,5 kg | 122,5 kg  | 312,5 kg |
|      | Saleh Soliman    | Egito (EGY)          | 85,0 kg         | 95,0 kg | 125,0 kg  | 305,0 kg |
|      | Ibrahim Shams    | Egito (EGY)          | 80,0 kg         | 95,0 kg | 125,0 kg  | 300,0 kg |

## Leve (–67,5 kg)
| Pos.         | Atleta      | Nação          | Desenvolvimento | Arranco  | Arremesso | Total    |
| ------------ | ----------- | -------------- | --------------- | -------- | --------- | -------- |
|              | Robert Fein | Áustria (AUT)  | 105,0 kg        | 100,0 kg | 137,5 kg  | 342,5 kg |
| Anwar Mesbah | Egito (EGY) | 92,5 kg        | 105,0 kg        | 145,0 kg | 342,5 kg  |          |
|              | Karl Jansen | Alemanha (GER) | 95,0 kg         | 100,0 kg | 132,5 kg  | 327,5 kg |

## Médio (–75 kg)
| Pos. | Atleta         | Nação          | Desenvolvimento | Arranco  | Arremesso | Total    |
| ---- | -------------- | -------------- | --------------- | -------- | --------- | -------- |
|      | Khadr El Touni | Egito (EGY)    | 117,5 kg        | 120,0 kg | 150,0 kg  | 387,5 kg |
|      | Rudolf Ismayr  | Alemanha (GER) | 107,5 kg        | 102,5 kg | 142,5 kg  | 352,5 kg |
|      | Adolf Wagner   | Alemanha (GER) | 97,5 kg         | 112,5 kg | 142,5 kg  | 352,5 kg |

## Pesado-ligeiro (–82,5 kg)
| Pos. | Atleta        | Nação          | Desenvolvimento | Arranco  | Arremesso | Total    |
| ---- | ------------- | -------------- | --------------- | -------- | --------- | -------- |
|      | Louis Hostin  | França (FRA)   | 110,0 kg        | 117,5 kg | 145,0 kg  | 372,5 kg |
|      | Eugen Deutsch | Alemanha (GER) | 105,0 kg        | 110,0 kg | 150,0 kg  | 365,0 kg |
|      | Ibrahim Wasif | Egito (EGY)    | 100,0 kg        | 110,0 kg | 150,0 kg  | 360,0 kg |

## Pesado (+82,5 kg)
| Pos. | Atleta          | Nação                | Desenvolvimento | Arranco  | Arremesso | Total    |
| ---- | --------------- | -------------------- | --------------- | -------- | --------- | -------- |
|      | Josef Manger    | Alemanha (GER)       | 132,5 kg        | 122,5 kg | 155,0 kg  | 410,0 kg |
|      | Václav Pšenička | Checoslováquia (TCH) | 122,5 kg        | 125,0 kg | 155,0 kg  | 402,5 kg |
|      | Arnold Luhaäär  | Estônia (EST)        | 115,0 kg        | 120,0 kg | 165,0 kg  | 400,0 kg |

## Quadro de medalhas
| Pos.               | País               | Ouro | Prata | Bronze | Total |
| ------------------ | ------------------ | ---- | ----- | ------ | ----- |
| 1                  | EGY Egito          | 2    | 1     | 2      | 5     |
| 2                  | GER Alemanha       | 1    | 2     | 2      | 5     |
| 3                  | USA Estados Unidos | 1    | 0     | 0      | 1     |
| 3                  | FRA França         | 1    | 0     | 0      | 1     |
| 3                  | AUT Áustria        | 1    | 0     | 0      | 1     |
| 6                  | TCH Checoslováquia | 0    | 1     | 0      | 1     |
| 7                  | EST Estônia        | 0    | 0     | 1      | 1     |
| Total (7 entradas) | Total (7 entradas) | 6    | 4     | 5      | 15    |